# Chhatarpur
Chhatarpur là một thành phố và khu đô thị của quận Chhatarpur thuộc bang Madhya Pradesh, Ấn Độ.

## Địa lý
Chhatarpur có vị trí 24°54′B 79°36′Đ / 24,9°B 79,6°Đ Nó có độ cao trung bình là 305 mét (1000 foot).

## Nhân khẩu
Theo điều tra dân số năm 2001 của Ấn Độ, Chhatarpur có dân số 99.519 người. Phái nam chiếm 53% tổng số dân và phái nữ chiếm 47%. Chhatarpur có tỷ lệ 69% biết đọc biết viết, cao hơn tỷ lệ trung bình toàn quốc là 59,5%: tỷ lệ cho phái nam là 75%, và tỷ lệ cho phái nữ là 62%. Tại Chhatarpur, 15% dân số nhỏ hơn 6 tuổi.